# 正倉院
正倉院（しょうそういん）は、奈良県奈良市の東大寺大仏殿の北北西に位置する、校倉造（あぜくらづくり）の大規模な正倉（高床倉庫）。聖武天皇・光明皇后ゆかりの品をはじめとする、天平文化を中心とした多数の美術工芸品を収蔵していた建物で、1997年（平成9年）に国宝に指定され、翌1998年（平成10年）に「古都奈良の文化財」の一部としてユネスコの世界遺産（文化遺産）に登録されている。

## 概要
江戸時代までは朝廷の監督の下、東大寺によって管理されていた。1875年（明治8年）、収蔵されていた宝物の重要性に鑑み、内務省の管理下に移った。1881年（明治14年）4月7日、農商務省の設置に伴い、内務省博物局が農商務省へ移管され、1884年（明治17年）5月に宮内省所管となった。1908年（明治41年）4月、正倉院は帝室博物館の主管となり、1947年（昭和22年）5月3日の日本国憲法施行により正倉院を含めて皇室用財産が国有財産になったことに伴い、宮内府図書寮の主管となった。現在は宮内庁の施設等機関である正倉院事務所が正倉院宝庫および正倉院宝物を管理している。
正倉院が所蔵する宝物の9割以上は異国風のデザインを取り入れた日本産であるが、中国（唐）や西域、ペルシャなどからの輸入品もあることから、「正倉院がシルクロードの東の終着点」と言われる所以となっている。正倉院は、絵画・書跡・金工・漆工・木工・刀剣・陶器・ガラス器・楽器・仮面などの古代の美術工芸の粋を集めた文化財の一大宝庫であり、奈良時代の日本を知るうえで貴重な史料である正倉院文書、東大寺大仏開眼法要に関わる歴史的な品や古代の薬品なども所蔵されている。
宝物の意匠や文様にはペルシャなど西アジア起源のものが多く、宝物に用いられている素材にもアフガニスタン特産のラピスラズリなどがあるが、西アジアで制作された宝物はガラス器（白瑠璃碗、紺瑠璃坏）を除くとほとんどなく、多くが日本で異国風を取り入れて制作されたものである。近年の調査研究によると所蔵する宝物の95%が日本産であると考えられている。

## 正倉院の語義
奈良時代の官庁や大寺院には多数の倉が並んでいたことが記録から知られる。「正倉」とは、元来「正税を収める倉」の意で、律令時代に各地から上納された米穀や調布などを保管するため、大蔵省をはじめとする役所に設けられたものだった。また、大寺にはそれぞれの寺領から納められた品や、寺の什器宝物などを収蔵する正倉があり、正倉のある一画を塀で囲ったものを「正倉院」と称した。南都七大寺にはそれぞれに正倉院が存在したが、歳月の経過で廃絶して東大寺正倉院内の正倉一棟だけが残ったため、「正倉院」は東大寺に所在する正倉院宝庫を指す固有名詞と化した。
なお、現代においては、「正倉院」は貴重な文化財の宝庫である事を指す比喩表現としても使われることがあり、例えば沖ノ島は「海の正倉院」、高野山霊宝館は「山の正倉院」、春日大社は「平安の正倉院」、国宝の平城宮跡出土木簡は「地下の正倉院」と呼称されることがある。

## 正倉院宝物

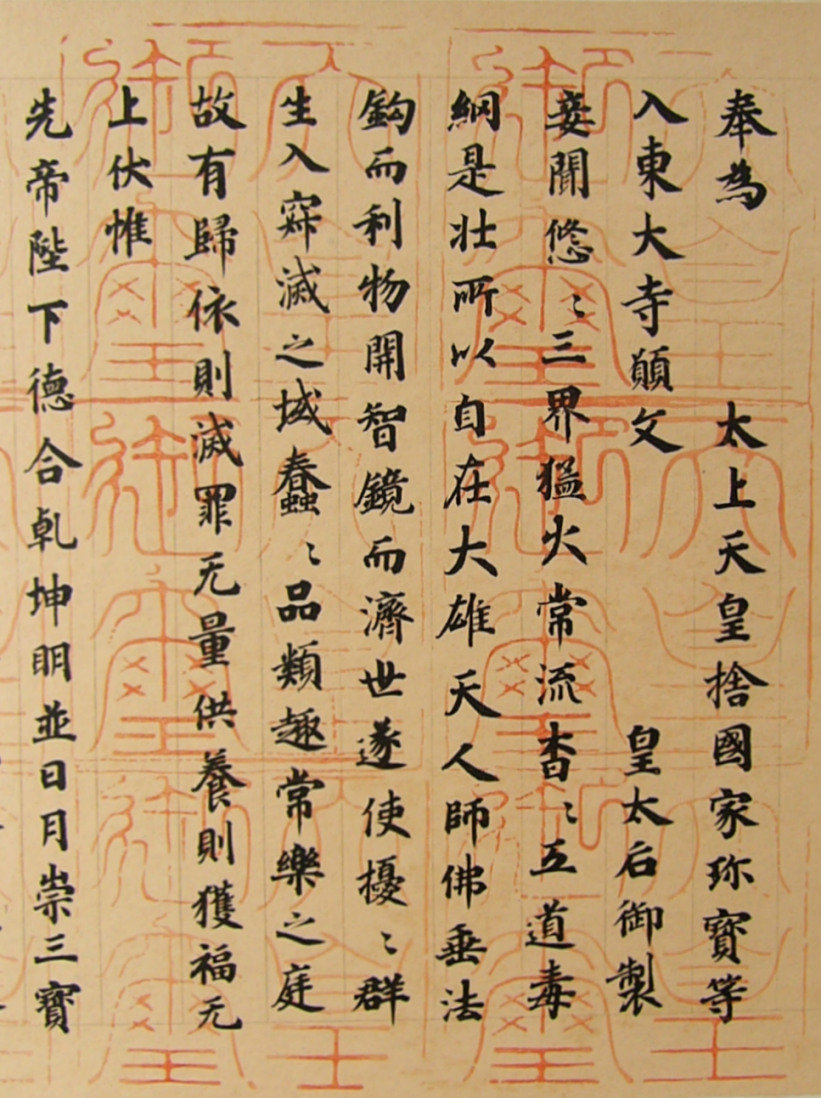
献物帳 国家珍宝帳 冒頭

756年7月22日（天平勝宝8歳6月21日）、光明皇太后は夫である聖武太上天皇の七七忌に際して、天皇遺愛の品約650点、及び60種の薬物を東大寺の廬舎那仏（大仏）に奉献したのが始まりである。光明皇太后はその後も3度にわたって自身や聖武天皇ゆかりの品を大仏に奉献し、これらの献納品は正倉院に納められた。献納品目録である『東大寺献物帳』も正倉院に保管されている。献物帳は五巻からなり、それぞれ『国家珍宝帳』、『種々薬帳』、『屛風花氈等帳』、『大小王真跡帳』、『藤原公真跡屛風帳』と通称されている。
正倉院宝庫は、北倉（ほくそう）、中倉（ちゅうそう）、南倉（なんそう）に区分される。
北倉は主に聖武天皇・光明皇后ゆかりの品が収められ、中倉には東大寺の儀式関係品、文書記録、造東大寺司関係品などが収められていた。また、950年（天暦4年）、東大寺羂索院（けんざくいん）・双倉（ならびくら）が破損した際、そこに収められていた物品が正倉院南倉に移されている。南倉宝物には、仏具類のほか、東大寺大仏開眼会（かいげんえ）に使用された物品なども納められており、1185年（文治元年）の後白河法皇による大仏再興の開眼会に宝物の仏具類が用いられた。そのほか、長い年月の間には、修理などのために宝物が倉から取り出されることが度々あり、返納の際に違う倉に戻されたものなどがあって、宝物の所在場所はかなり移動している。上述のような倉ごとの品物の区分は明治以降、近代的な文化財調査が行われるようになってから再整理されたものである。
『献物帳』記載の品がそのまま現存しているわけではなく、武器類、薬物、書巻、楽器などは必要に応じて出蔵され、そのまま戻らなかった品も多い。刀剣類などは藤原仲麻呂の乱（恵美押勝の乱）の際に大量に持ち出され、「献物帳」記載の品とは別の刀剣が代わりに返納されている。また大仏開眼の際に聖武天皇・光明皇后が着用した冠など、何らかの事情で破損した宝物も存在するが、その破片が所蔵されている場合もある（礼服御冠残欠などの残欠）。また、一部の唐櫃は鎌倉時代、江戸時代のものであり、宝物の中にも後世に追納されたものが多いという説がある。
『国家珍宝帳』に記された献納品には後の時代に持ちだされたことを示す除物の付箋が付けられたものが7点（封箱、犀角蕆、陽宝劔、陰宝劔、横刀、黒作懸佩刀、挂甲）ある。このうち光明皇后が死去する半年前の760年1月（天平宝字3年12月）に出蔵された陽宝劔と陰宝劔は、献物帳にある大刀100口の筆頭に記されていたが、その後の行方は判明していなかった。1907年（明治40年）から翌年にかけて東大寺金堂（大仏殿）盧舎那仏須弥壇の周辺から大刀6口、水晶玉、挂甲残欠などが発見され「東大寺金堂鎮壇具」として国宝に指定されている。2010年（平成22年）に元興寺文化財研究所がこのうち金銀荘大刀2口のX線撮影をおこなったところ、刀身から「陽劔」「陰劔」の象嵌銘が発見され、国家珍宝帳に記されていた陽宝劔と陰宝劔であることが確認された。専門家の間では光明皇后が国家の平安を願って埋納したものであると考えられている。陽宝劔と陰宝劔は東大寺ミュージアムに保管されている。
正倉院の三倉のなかでも特に北倉は聖武天皇・光明皇后ゆかりの品を収めることから、早くから厳重な管理がなされていた。宝庫の扉の開封には勅使（天皇からの使い）が立ち会うことが必要とされていた。なお「勅封」という言葉は本来「天皇の署名入りの紙を鍵に巻きつけて施錠すること」を指す。正倉院宝庫がこの厳密な意味での「勅封」になったのは室町時代以降であるが、平安時代の各種文書記録にも正倉院を「勅封蔵」と表現しており、事実上の勅封であったと見なして差し支えないといわれる。平安時代中期には北・中・南の三倉とも勅封蔵と見なされていたが、東大寺の什器類を納めていた南倉のみは、後に勅封から綱封（東大寺別当らの寺僧組織が管理する）に改められた。1875年（明治8年）、正倉院全体が明治政府の管理下におかれてからは南倉も再び勅封となっている。

## 正倉院の代表的な宝物

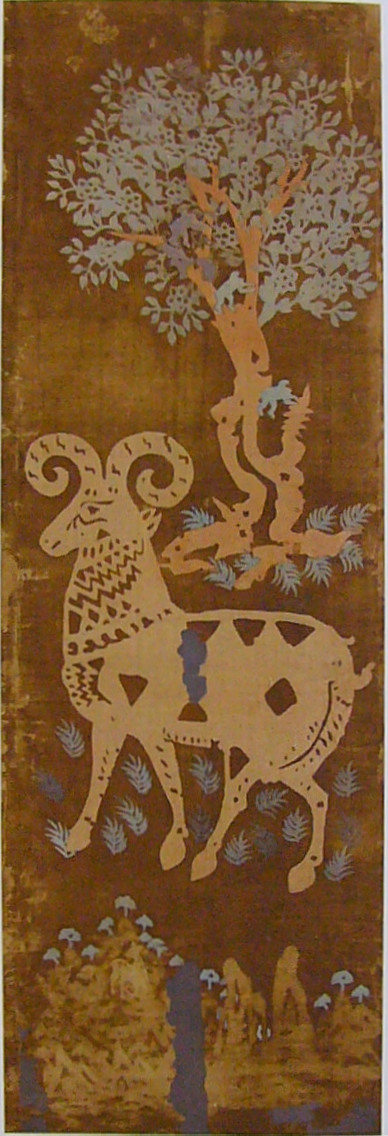
羊木臈纈屏風

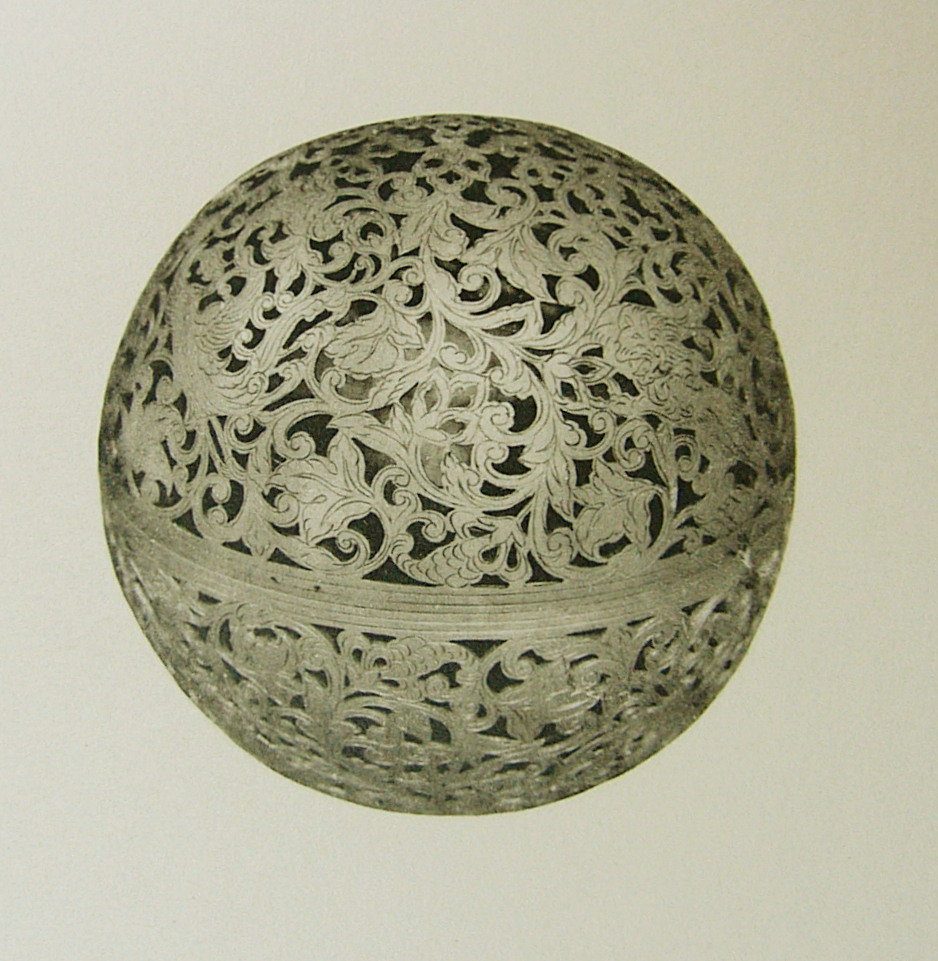
銀薫炉

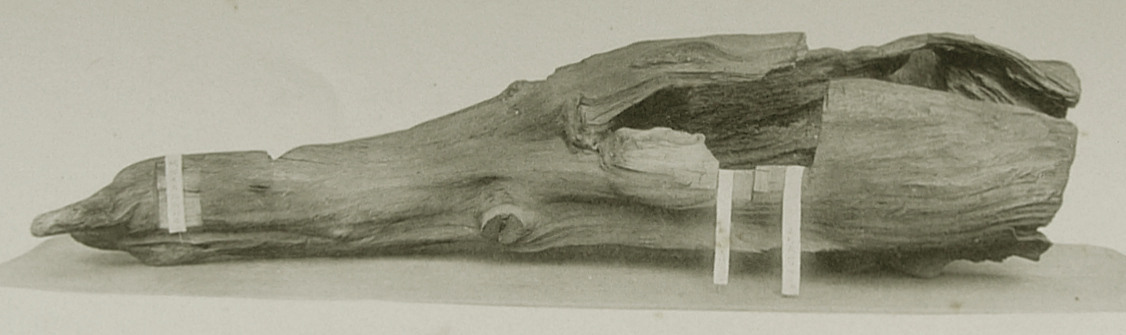
蘭奢待

本節では正倉院の代表的な宝物について取り上げる。

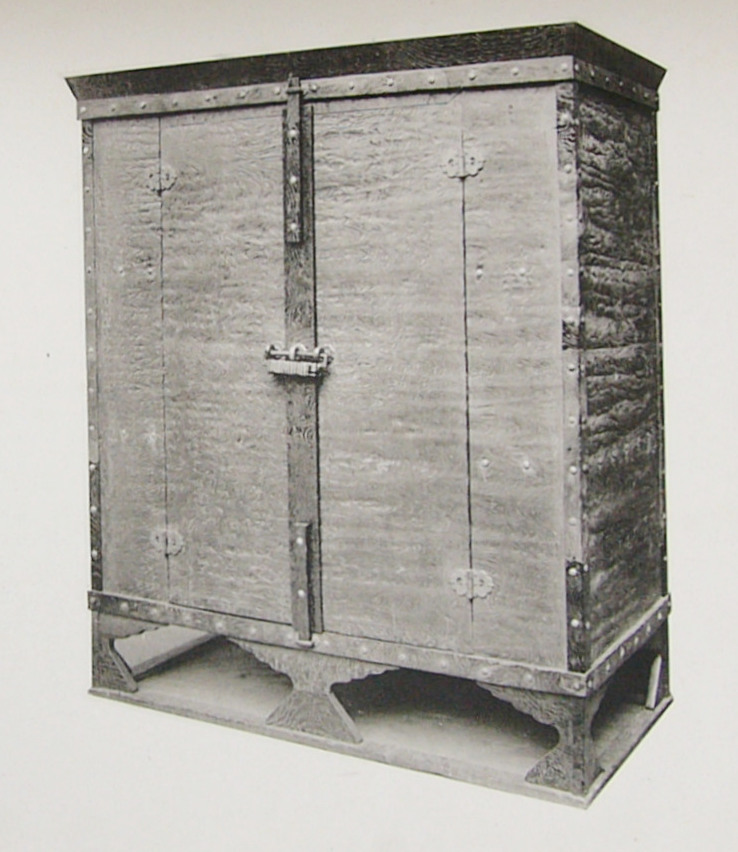
赤漆文欟木御厨子

赤漆文欟木御厨子（せきしつぶんかんぼくのおんずし）
漆塗りの物入れ。高102cm。正倉院の中で最も由緒があり、飛鳥時代の天武天皇まで遡る天武天皇の遺愛の品である。「古様作」とあることから、天武天皇の時代に作成された本厨子は、1300年前の当時から見ても古い様式であったようである。天武天皇→持統天皇→文武天皇→元正天皇→聖武天皇→孝謙天皇と受け継がれ、孝謙天皇が東大寺に献納した。国家珍宝帳によれば天皇の身近に置かれ、聖武天皇筆の「雑集」、元正天皇筆の「孝経」、光明皇后筆の「楽毅論」、王羲之の書法20巻、刀子、笏など天皇の身の回りの宝物が大切に納められていたようである。元正天皇筆の「孝経」などは失われて現存していないが、聖武天皇筆の「雑集」、光明皇后筆の「楽毅論」などは現存している。天武天皇から始まり6代もの天皇に伝えられた本厨子は、正倉院宝物の中でも特異な存在である。

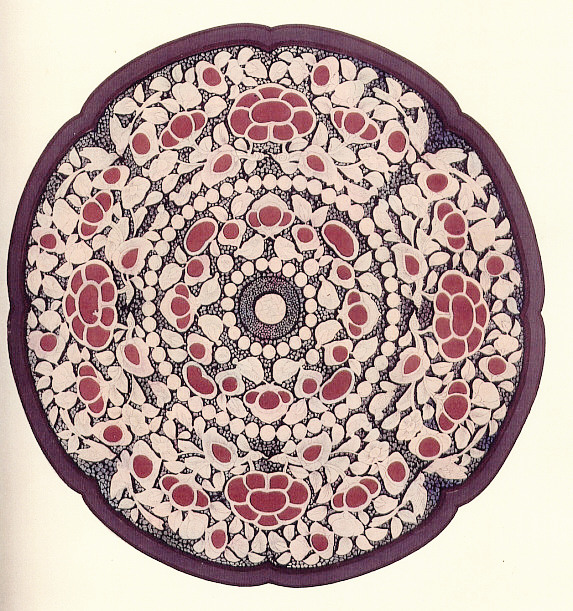
平螺鈿背八角鏡

平螺鈿背円鏡（へいらでんはいのえんきょう）・平螺鈿背八角鏡（へいらでんはいのはっかくきょう）
鏡の背面を異なる材質で飾った宝飾鏡である。正倉院には56面の鏡が伝わっているが、螺鈿細工の鏡は、平螺鈿背円鏡7面と平螺鈿背八角鏡2面、計9面が伝わる。ただし、内5面は鎌倉時代に盗難に合い、粉々に砕かれた1面を除き4面は破片を接続して補修したものである。径27cm前後。夜光貝の螺鈿細工を鼈甲、琥珀、トルコ石、ラピスラズリで飾った非常に豪華な鏡である。この宝物は正倉院宝物の華やかさと世界性を象徴するものの1つで、夜光貝、鼈甲は東南アジア産、琥珀はミャンマーあるいは中国産、トルコ石はイラン産、ラピスラズリはアフガニスタン産だと考えられている。

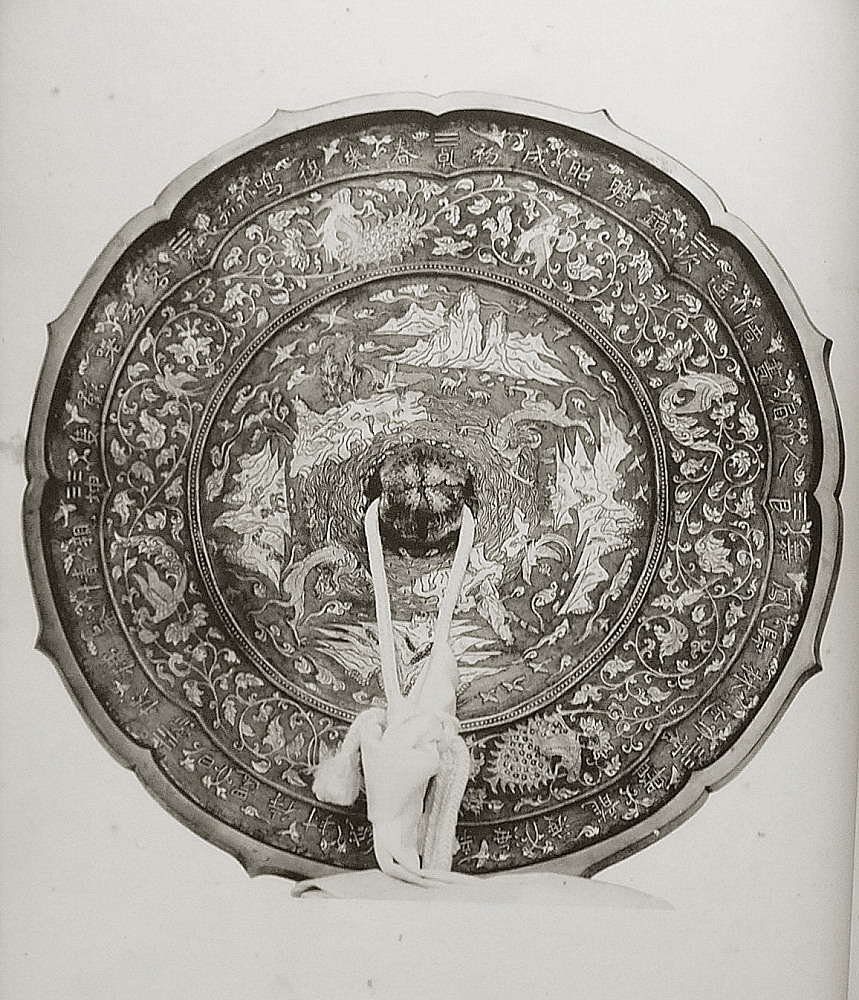
金銀山水八卦背八角鏡

金銀山水八卦背八角鏡（きんぎんさんすいはっけはいのはっかくきょう）
径40.7cm。平螺鈿背円鏡、平螺鈿背八角鏡と同じく宝飾鏡であるが、この鏡は背面に銀の板を張り細工を施している。さらに主要な箇所には鍍金を施してあり、非常に精巧な鏡である。中央のつまみに蓬萊山を表し、その周囲に水鳥、亀、鶴、鳳凰、龍、孔雀、オシドリ、オウム、鹿などを配置している。注目すべきことは外側に五言律詩が刻まれており、次のように訳される。
「自分の一人ぼっちの姿に旅人として異国にある身を嘆き憂え、楽を奏で歌を歌っても唱和する者も無いまま幾年が経ったことか。今新たにこの心胆を照らし出す素晴らしい鏡が出来上がった。それにしてもこの鏡に映すに相応しいあの美しい人を遥かに思い出す。この鏡の中を舞う鳳凰は近くの林の棲み家へ帰りゆき、同じく龍は海を渡って来たばかり。この鏡をしっかりとしまいこみ故郷に帰る日まで待とう。そしてその日にはこれをひもとき愛しい人を照らし出そう」
黄金瑠璃鈿背十二稜鏡（おうごんるりでんはいのじゅうにりょうきょう）
銀製の宝飾鏡で背面が七宝でできている。正倉院唯一の七宝製品であるが、古代において七宝自体の資料は極めて少ない。本鏡の一部は成分が未溶解のままの不透明な部分も多く、未熟なガラス制作技術に起因し、七宝の起こりを伝える貴重な資料となっている。またこの鏡には箱が現存しており、漆皮八角鏡箱と呼ばれる。生皮を鏡の箱用に形成し、布の上から黒漆を塗って金銀泥で仕上げている。この製法は奈良時代に盛行したが、室町以降には忘れられてしまい、明治時代の正倉院宝物修理の過程で再発見された。

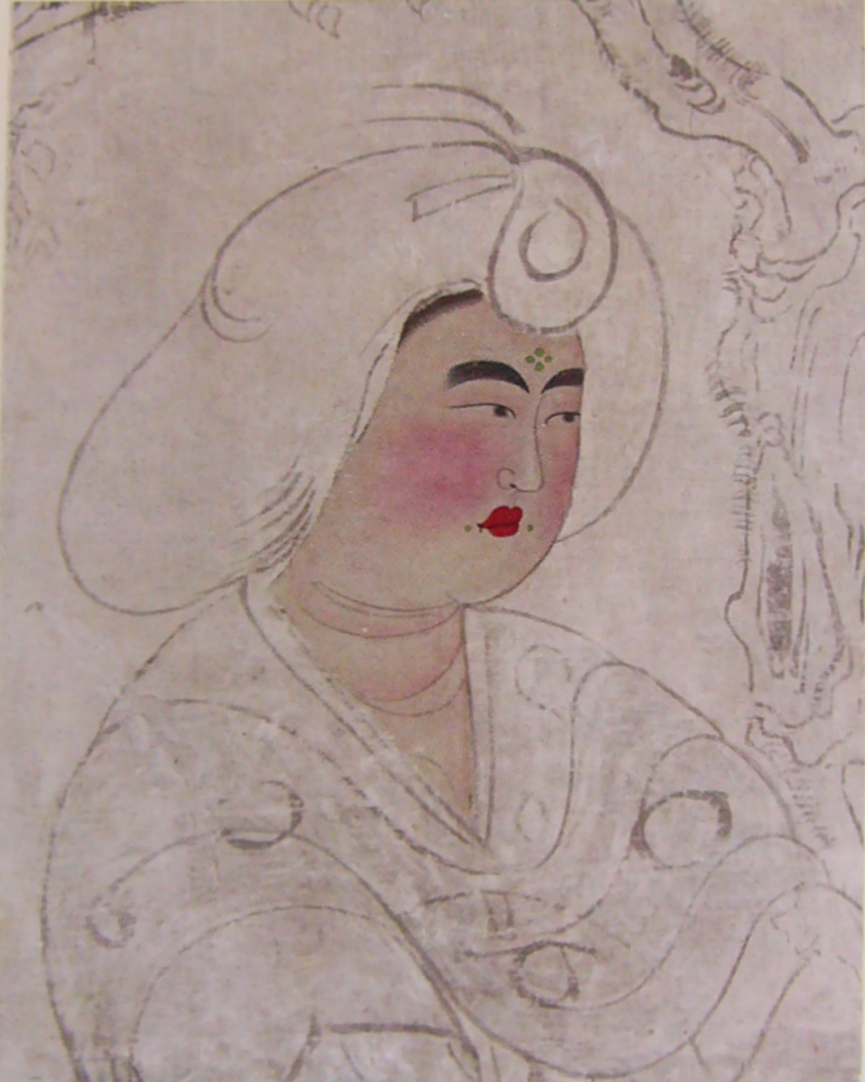
鳥毛立女屏風第4 部分

鳥毛立女屏風（とりげりつじょのびょうぶ）
唐風の女性が描かれた六扇の屏風。現在では国家珍宝帳に記載される聖武天皇遺愛の宝物として有名である。樹木の下に唐風の女性を一人ずつ描いた六枚一対で、かつては女性の着衣などに鳥の羽毛が飾られていた。今ではほとんど脱落してしまっており、三枚目の女性の肩部分にわずかに残るのみである。この羽毛は日本特産のヤマドリの羽毛であり、色濃い唐の趣にかかわらず国産である事が判明している。江戸時代にかなり修理補筆が行われており、第6扇は顔をのぞいてほとんど住吉内記の補筆である。
鳥毛篆書屏風（とりげてんしょのびょうぶ）・鳥毛帖成文書屏風（とりげじょうせいぶんしょのびょうぶ）
漢文を設えた大型の屏風。鳥毛立女屏風と同じく光明皇后により献納されたもので、聖武天皇のもとで使用された品である。鳥毛篆書屏風は篆書と同じ字の楷書を交えて書いたもの、鳥毛帖成文書屏風は肉太の楷書で書いた屏風で、文章は君主の座右の銘というべきもので、天皇の身近に置かれた屏風に相応しい。文字は鳥の羽毛と金箔で飾られており、鳥毛立女屏風と同じく羽毛は日本特産のヤマドリである。この2つの屏風は江戸時代に幾度か大幅な修理を受けているが、古代天皇の執務室を飾った姿を現在までよく伝えている。またそれぞれ収納用の袋も現存しており、こちらも献納当初まで遡る由緒ある品である。
象木臈纈屏風（ぞうきろうけちのびょうぶ）・羊木臈纈屏風（ひつじきろうけちのびょうぶ）
文字通り象と羊がデザインされた屏風である。856年7月30日（斉衡3年6月25日）に行われた宝物点検の記録から、元々は1つの屏風であったことが判明している。ろうけつ染めによって図があらわされている。樹木の下に動物を配したこの様式は、サーサーン朝ペルシアの聖樹禽獣紋から影響を受けている。伊藤義教は、羊木臈纈屏風のモチーフはゾロアスター教起源として「ブンダヒシュン」との照合を考察している。象のモチーフはインドあるいは中国の動物に由来する。屏風からは緑溢れる中でさまざまな動物が息づく楽園の情景が見てとれる
紫檀木画挟軾（したんもくがきょうしょく）
挟軾とは座ってくつろぐ際に肘置きとして使用する補助具の事である。正倉院には挟軾が本品を含め3つ伝わっているが、他の2つは脚回りしか残っていない。本品は3つの挟軾の中で最も豪華であり、唯一1300年前の姿を留めている。金銀絵、象牙細工など贅を尽くした装飾が施されているものの、軽量化を追求し、日用品としての完成度の高さも備えている。国家珍宝帳にも記載されていることから、聖武天皇の日常のくつろぎのひと時を受け止めた品であったと想像される。なお挟軾の上面を覆う薄手のクッションのような白羅褥が付属する。
御床（ごしょう）
聖武天皇と光明皇后のベッドである。檜材で作成されており、脚部などの所々には白色顔料の痕跡が見られることから、元々は純白に塗られていたとされる。また別の宝物名ではあるが、ベッドシーツや布団などが御床とセットで伝えられており、当時の実用家具、寝具を知る上の貴重な品となっている。御床は聖武天皇と光明皇后がそれぞれ用いた2張存在するが、ベッドシーツである廣長亘両床緑は2人分のベッドを覆うサイズである。この事から聖武天皇と光明皇后はベッドを並べて眠っていたのがうかがえる。
花氈（かせん）
花などの模様を織り込んだフェルトの敷物である。この模様は敦煌やトルファンで発掘された染織品に類似している。また繊維調査の結果、材質は中央アジア産の古代ヤギの毛を用いたものであることが判明し、他にも花氈の中から中央アジア産のウマゴヤシの実が混じりこんだままになっていた。この事から恐らく本花氈はコーカサスなどで暮らす遊牧民族の手によって織り込まれ、遥々日本に運ばれたのであろうと考えられる。
銀薫炉（ぎんくんろ）
純銀で作成された球形の香炉である。球形の真ん中で上下に割れ、上が蓋、下が実とされる。特徴はその大きさで直径18cmである。国外を含めこれ程大きな球形香炉は例がない。全体に精巧な透かし彫りを施されており、その技術は極めて高い。しかし1300年前のオリジナルは蓋の方であり、実は明治時代の復元品である。
青斑石鼈合子（せいはんせきべっこうす）
蛇紋岩から掘り出されたスッポン形の容器である。腹部を八稜形に刳り込んで、そこに同じ八稜形の皿がすっぽりと納まるようになっている。一見しただけならスッポンの置物そのもので、注目すべきはそのリアルな写実性である。柔らかな甲羅、鋭い爪と口、一方で琥珀を埋め込んだつぶらな瞳は愛らしく、正倉院宝物の中でもユニークな物である。もう1つの特徴は甲羅に北斗七星の文が金と銀で刻まれている事で、星座が刻まれた宝物は正倉院の中でも極めて少ない。

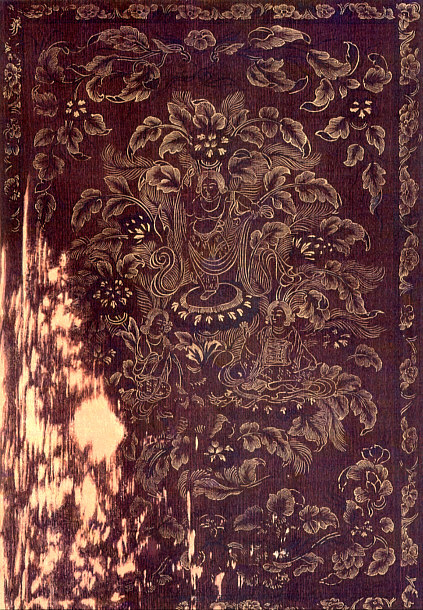
蘇芳地金銀絵箱蓋

蘇芳地金銀絵箱（すおうじきんぎんえのはこ）
脚付きの箱であり、蓋、本体に金と銀で宝相華模様が描かれている。30.3×21.2×8.6cm。箱の中は淡い桃色に彩色され、白の花弁が描かれ、丁寧な造りとなっている。このような箱は献物箱と呼ばれ、仏に供える供物を入れるのに用いられた。正倉院にはこのような献物箱・机が数十点伝えられており、その代表がこの蘇芳地金銀絵箱である。底の部分に「東小塔」と書かれており、東小塔とは西小塔とともに神護景雲元年（767年）、称徳天皇発願の百万塔を納めるために建立された。当初この宝物は東小塔の備品だったが、東小塔廃絶の後正倉院に移管されたと考えられている。他にも平安時代に東大寺羂索院の倉庫が朽損し、中の宝物を正倉院に移したと言う記録がある。このように何らかの原因で廃絶した東大寺諸堂の備品も、正倉院に納められ伝承されている。
白橡綾錦几褥（しろつるばみあやにしきのきじょく）
長さ99cm、幅53cmの布であり、東大寺の毘盧遮那仏に献納する品物を載せていた。正倉院には同じような大きさの布が十数点伝わり、それらと同じ天板の几（つくえ）が伝わることから、それぞれの机の上敷として用いられていたとされる。いずれも豪華で贅を尽くした華麗なものである。その中で本品は麻布を2つ折りした芯を綾で包み、裏面に薄緑色の絁を縫い付けただけのシンプルな布である。しかしながら本品は極めて特異なもので異彩を放っており、獅子（ライオン）を御する半裸の人物像は日本のみならず西方にもほとんど類をみない。綾の組織も極めて珍しく、西方でも発見されていないことから、舶載品か国産品か、未だ結論が出ていない。
紺夾纈絁几褥（こんきょうけちあしぎぬのきじょく）
白橡綾錦几褥と同じく机の上に載せる敷物である。本褥は正倉院に伝わる褥の中でも数少ない染物である。文様は蓮華風の花座の上で相対する水鳥を、満開の花樹の下に配置したものである。花葉唐草と雲形を組み合わせた円弧状の帯により上方二方と下方一方に区画されている。文様と文様の間は防染し白くくっきりと残り、赤、黄、緑、濃紺と見事に染め分けられている。例外的に文様の1つである葉の先端を、任意に防染せず黄色と緑色を混ぜ黄緑色に暈かしているが、驚くべきことに赤や紺色など他の染料が入り込んでいない。この技術はすでに失われており今でも解明されていない。
蘭奢待（らんじゃたい）
天下第一の名香と謳われる香木。正倉院の中倉薬物棚にあり、現在までに、足利義満、足利義教、織田信長、明治天皇らによって切り取られている。
螺鈿紫檀五絃琵琶(らでんしたんのごげんびわ)
聖武天皇の遺品で、インドに起源をもつとされる5弦の琵琶としては世界唯一。唐からの移入品と推定されている。捍撥（撥受け）には螺鈿で熱帯樹と飛鳥やラクダに乗って琵琶を弾く胡人を表し、側面には紫檀に夜光貝の切片を貼る。
白瑠璃碗(はくるりのわん)
透明でごく薄い褐色味のついたカットグラスの碗。アルカリ石灰ガラス製。ササン朝ペルシアで製作されたものといわれる。

## 正倉院文書
正倉院文書（しょうそういんもんじょ）は、正倉院に保管されてきた文書群で、光明皇后の皇后宮職から東大寺写経所に至る一連の写経所で作成された文書を中心とする。奈良時代に関する豊富な情報を含む史料である。

## 聖語蔵
正倉院の構内にはもう1棟、小型の校倉造倉庫が建ち、「聖語蔵」（しょうごぞう）と呼ばれている。中に収められていたのは経巻類で、正倉院文書とは別の古代の仏教関係の書籍（経巻類）が保管されていた。もとは東大寺尊勝院の経蔵「聖語蔵」の一群である。隋経8部22巻・唐経30部221巻、天平経13部18巻、光明皇后発願の「天平十二年御願経」127部750巻、天平勝寶経4部5巻、天平神護経1部3巻、称徳天皇発願の「神護景雲二年御願経」171部742巻、さらに平安時代・鎌倉時代に至る古写経、古版経を含めて総計4960巻であった。また、鎌倉時代の外典の写本も含まれているこの経巻類は1894年（明治27年）に皇室に献納され、校倉造倉庫も正倉院構内に移築された。現在は他の宝物と同様に宮内庁正倉院事務所が管理している。
正倉院聖語蔵経巻全巻のアーカイブ化プロジェクトも進められている。

## 建造物としての正倉院

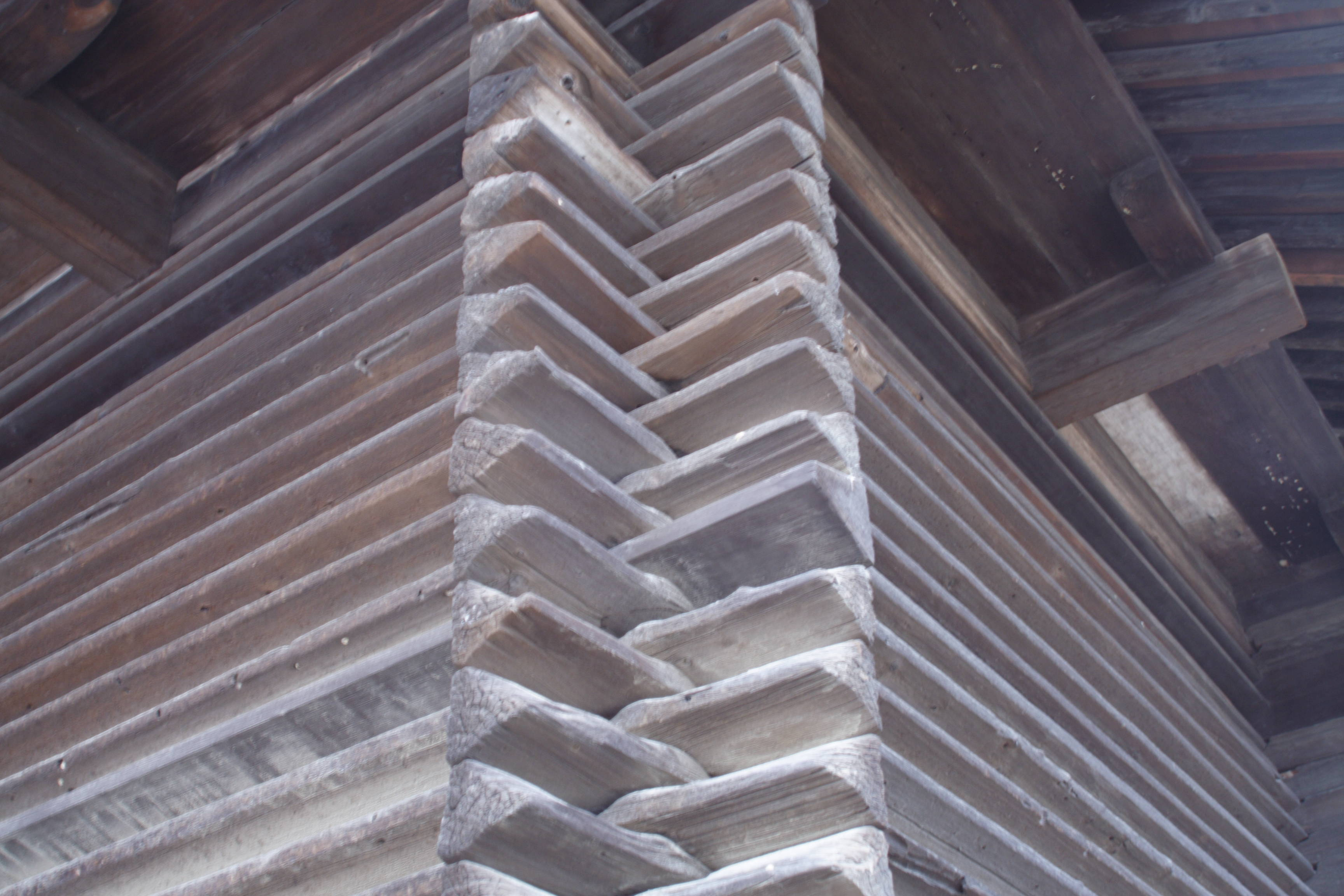
校倉造

校倉造、屋根は寄棟造、瓦葺。規模は正面約33.1メートル、奥行約9.3メートル、床下の柱の高さ約2.5メートルである。
床下には10列×4列の柱を建て、その上に台輪（だいわ）と呼ぶ水平材を置く。この上に北倉と南倉は校木（あぜぎ）という断面三角形の材を20段重ねて壁体をつくり、校倉造とする。ただし、中倉のみは校倉造ではなく、柱と柱の間に厚板を落とし込んだ「板倉」で、構造が異なる。なぜ、中倉のみ構造が異なるのか、当初からこのような形式であったのかどうかについては、諸説ある。奈良時代の文書には、正倉院宝庫のことを「双倉」（そうそう、ならびくら）と称しているものがある。このことから、元来の正倉院は北側と南側の校倉部分のみが倉庫で、中倉にあたる中間部は、壁もなく床板も張らない吹き放しであったため「双倉」と呼ばれたとするのが通説だったが、年輪年代法を用いた鑑定により、当初より現在の形であった事が判明している。
校倉の利点として、湿度の高い時には木材が膨張して外部の湿気が入るのを防ぎ、逆に外気が乾燥している時は木材が収縮して材と材の間に隙間ができて風を通すので、倉庫内の環境を一定に保ち、物の保存に役立ったという説があった。しかし、実際には、重い屋根の荷重がかかる校木が伸縮する余地はなく、この説は現在は否定されている。実際壁面は中から見るとあちこちから外光が透けて見える「隙間だらけ」の状態であり、湿度の管理について言えば、宝物が良い状態で保管されたのは多重の箱に収められていたことで湿度の「急変」が避けられたことによる部分が大きい。
現存する奈良時代の倉庫としてはもっとも規模が大きく、また、奈良時代の「正倉」の実態を伝える唯一の遺構として、建築史的にもきわめて価値の高いものである。
校倉造の宝庫は長年、宝物を守ってきたが、1952年（昭和27年）に鉄筋コンクリート造の東宝庫、1962年（昭和37年）には同じく鉄筋コンクリート造の西宝庫が完成し、翌1963年（昭和38年）、宝物類はそちらへ移された。現在、宝物の大部分は西宝庫に収納、東宝庫には修理中の品や、西宝庫に収納スペースのない、大量の染織品が収納されている。現在、勅封はこの宝庫に施されている。

### 損壊・盗難
幾度も類焼の危機や盗難が起きている。盗難は1039年（長暦3年）、1230年（寛喜2年）、1610年（慶長15年）の3度あり、そのすべてが働いていた僧侶によるもので、宝物の点検や建物の修理の後に盗み、すべて捕まっている。
- 917年（延喜17年） 火事で講堂や僧房が焼ける。
- 1031年（長元2年）台風と見られる強風で勅封倉、南倉に被害。
- 1039年（長暦3年）僧らが勅封倉を焼き宝物を盗む。
- 1095年（嘉保2年） 勅封倉、南倉の複数の倉が焼ける。
- 1180年（治承5年） 平重衡の南都焼討で東大寺焼失。南側の倉跡地が防火帯になる。
- 1230年（寛喜2年） 僧2人が鍵を壊して宝物を盗み、鏡を砕いて金属部分を売ろうとするが高値で売れず捕まる。
- 1254年（建長6年） 落雷で倉が焼けるが東大寺関係者が宝物を運び出し事なきを得る。
- 1567年（永禄10年） 松永久秀の兵火（東大寺大仏殿の戦い）で東大寺大仏殿などが消失。
- 1610年（慶長15年） 台風被害の片付けをした僧3人が北倉の古器を盗む。
- 1830年（文政13年） 屋根が大破。

### 修理
記録によれば、1031年（長元4年）、1079年（承暦3年）、1100年（康和2年）、1193年（建久4年）、1230年（寛喜2年）、1243年（寛元元年）から1246年（4年）、1254年（建長6年）、1603年（慶長8年）、1693年（元禄6年）、1833年（天保4年）から1836年（7年）、1877年（明治10年）に修理がおこなわれた
1913年（大正2年）3月から12月にかけて解体修理が行われた。
2010年（平成22年）8月31日に正倉院を管理する宮内庁は、1世紀ぶりに正倉院の施設整備工事を行うことを目指し、2011年（平成23年）度予算の概算要求で工事費として3億6,000万円を盛り込んだ。改修は2011年（平成23年）9月1日より始まり、拝観停止となっていた。一部希望者は期間限定で工事見学が出来た。2014年（平成26年）10月25日から公開が再開された。

### 国宝指定の経緯
皇室用財産（宮内庁の各部局（長官官房、侍従職、書陵部、三の丸尚蔵館、京都事務所、正倉院事務所）が管理する国有財産）の一連の文化財は、「宮内庁による十分な「管理」が行われている」との宮内庁見解にもとづき、文化財保護法による指定の対象外となっている。そのため、正倉院の建物や宝物も国宝・重要文化財等には一切指定されていなかった。しかし、「古都奈良の文化財」がユネスコの世界遺産として登録されるにあたり、当該文化財が所在国の法律によって保護の対象となっていることが条件であることから、正倉院の建物も、正倉院正倉として1997年（平成9年）5月19日、文化財保護法による国宝に指定された（国宝に指定されたのは不動産である宝庫の建物だけで、動産である宝物類は指定されていない）。

### 西の正倉院
門外不出であった正倉院の原図をもとに、天然材を使って細部に渡って忠実に再現した木造建築「西の正倉院」が、計画5年、建築5年を経て1996年（平成8年）に宮崎県東臼杵郡美郷町に建設され、奈良の正倉院では見ることのできない内部構造を見学することができる（正倉院南倉に収められている唐花六花鏡と同じ銅鏡も展示している）。

## 正倉院展
正倉院宝物は通常時、非公開である。1875年（明治8年）から1880年（明治13年）に、毎年開催された奈良博覧会の一環として、東大寺大仏殿回廊で、一部が一般に公開された。1889年（明治22年）から1940年（昭和15年）では、正倉院内の陳列棚を設けて、曝涼（宝物の「虫干し」のことで定期的に行われる）の際に限られた人々に拝観を許していた。また、外国の高官のため、特に開封することもあった（例、1922年イギリス皇太子拝観）。
森鴎外は、晩年に帝室博物館総長兼図書頭に就任した後の1920年（大正9年）、曝涼の際に研究員による調査が行われるよう働きかけを行った。
第二次世界大戦前の大規模な一般公開は、1940年（昭和15年）11月の皇紀2600年記念として東京帝室博物館で開催された正倉院御物特別展である（約140点）。11月6日から11月24日の間に41万4300余人が入場し、博物館の入場者数の記録を塗り替えた。
戦後は、1946年（昭和21年）10月21日に初開催。33点の展観に入場者数15万人を記録した。
染織品の展覧は、1924年（大正13年）4月に近隣の奈良公園内にある奈良帝室博物館で大規模な展示があり、さらに1932年（昭和7年）にも開催された。第二次世界大戦後、1946年（昭和21年）に奈良帝室博物館で「正倉院御物特別拝観」として開催され、翌年以降、奈良帝室博物館から改称した奈良国立博物館で秋の2か月の曝涼にあわせて開催されるようになった。最初は「正倉院御物展」「正倉院展覧会」といった表記ゆれがあり、現在の「正倉院展」の名称が定着するのは1952年（昭和27年）頃からのようである。正倉院展は奈良で開催されなかった年もあるが、2018年（平成30年）に第70回を迎えた。
管理する宮内庁が整理済みの宝物だけで9000点に上るが、このうち正倉院展で公開される宝物の品目は毎年変更され約70点のみである。よって代表的な宝物を見るには複数年の見学が必要になる。学芸員が手作業で点検と陳列を慎重に行うがそれに前後約40日の時間を必要とするため、開催期間は約2週間程度と短い。
毎年多くの見学者を集めているが、観覧者数が特に伸びたのは2001年（平成13年）以降である。2001年（平成13年）から主催機関である奈良国立博物館の独立行政法人化を契機に、外部から協力を受ける開催方式となる。最初の4年間は朝日新聞社がその役割を担い、観覧者も前年より5万人ほど増加した。しかし、その後は低減し、独法化前と大差のない13〜14万台に戻り、2019年（令和元年）11月1日に累計観覧者数が1千万人を達成した。2005年（平成17年）の第57回から協力主体が読売新聞社に移ると、読売関係各社を動員し、それまでにない多彩で大規模なメディア展開を実行する。近年の観覧者急増には、正倉院展自体に集中的に言及するメディア体制の出現が背景にあると言える。
なお、帝室博物館の流れを汲む東京国立博物館に於いても5年に1回、正倉院展の時期に行われる展覧会で同院の収蔵物が展示される。

## テレビ番組
- ＮＨＫ特集 「天平の秘宝」 ―正倉院宝物を探る―（1981年11月9日、NHK）[45]
- 正倉院 天平の宝物を守り抜いてきた宝庫（2009年、NHK）[46]
- 読売テレビ開局60年 正倉院の奇跡 ～守り継がれた天皇の倉～（2019年10月19日、読売テレビ）[47]
- NHKスペシャル 天皇が創った至宝〜正倉院宝物が伝える“日本誕生”〜（2019年10月30日、NHK）[48]
- 日曜美術館 至宝からひもとく天平の祈り～第72回 正倉院展～（2020年11月1日、NHK教育1）[49]
- 史上初のプロジェクトに密着2年！正倉院の1300年前のガラス宝物・完全再現に挑む（2023年11月3日、読売テレビ）[50]
- 日曜美術館 華麗なる宝物 天平の祈り ～第75回 正倉院展～（2023年11月5日、NHK）[51]
- ブラタモリ 奈良・正倉院～なぜ1300年もお宝を守れた？～（2024年3月3日、NHK）[52]

## 記録映画
- 正倉院薬物調査（1950年）[53]。